# Mécanisme (philosophie)
 (février 2023).
 (avril 2015).
Si vous disposez d'ouvrages ou d'articles de référence ou si vous connaissez des sites web de qualité traitant du thème abordé ici, merci de compléter l'article en donnant les références utiles à sa vérifiabilité et en les liant à la section « Notes et références ».
Pour les articles homonymes, voir mécanisme (homonymie).
En philosophie, le mécanisme, ou mécanicisme, est une conception matérialiste qui aborde l'ensemble des phénomènes suivant le modèle des liens de cause à effet. Cette conception rejette l'idée d'un finalisme, selon laquelle les phénomènes ont un but (une fin), objet d'étude de la téléologie.
Le mécanisme est présent dès la pensée de l'Antiquité, notamment à travers l'atomisme. Il correspond aussi et surtout à une révolution scientifique, souvent appelée révolution copernicienne en langage courant, survenue principalement au XVIIe siècle, en astronomie, en physique, en médecine et dans bien d'autres disciplines intellectuelles plus ou moins éloignées de la science, selon l'acception moderne du terme, et dont les conséquences se firent sentir jusqu'au XIXe siècle.

## Un modèle d'explication scientifique
Le mécanisme au XVIIe siècle vise à réduire tous les phénomènes physiques à des chocs entre particules ayant des propriétés mécaniques très simples telles que l'élasticité parfaite, la sphéricité... Ainsi la température d'un système correspond à la vitesse moyenne des particules qui le composent, la pression au choc de ces particules contre la frontière du système... L'explication mécaniste ne laisse ainsi aucun mystère sur les relations cause-effet : il s'agit de chocs dont les lois sont parfaitement connues et expriment la conservation de la quantité de mouvement. Pour René Descartes, un tel type d'explication permettrait de comprendre la totalité des phénomènes naturels à partir de principes simples. On voit donc que le mécanisme joint à une ontologie matérialiste particulière, qui réduit la nature aux mouvements de corpuscules matériels, une épistémologie qui met en avant un seul type d'explication pour les théories scientifiques.
Sur le plan philosophique, le père Marin Mersenne, qui était au centre d'un réseau de correspondance avec Descartes et d'autres grands scientifiques et philosophes de cette époque, soutint ce type d'explication. Mersenne est l'auteur de l'ouvrage Questions sur la Genèse (1623), dans lequel il critiqua violemment plusieurs de ses contemporains, et notamment la Kabbale chrétienne. D'autre part, c'est Mersenne qui recueillit les objections aux méditations sur la philosophie première de Descartes en 1640. Robert Lenoble estime que Mersenne est, avec Descartes, à l'origine du mécanisme.
Cette philosophie a abouti à la théorie de l'animal-machine de Descartes, et à une conception souvent déterministe de la causalité : les mêmes causes produisent les mêmes effets (on oublie souvent le début de la proposition : dans les mêmes conditions).
Le mécanisme eut des conséquences considérables, dans tous les domaines de la pensée. Il influença notamment les philosophies positivistes et matérialistes.

### Le mécanisme en médecine
La théorie de l'animal-machine de René Descartes eut d'importantes répercussions sur la pensée médicale et l'émergence d'une médecine mécaniste, puis d'une médecine scientifique.
Selon la médecine mécaniste, les phénomènes pathologiques observés par le médecin peuvent s'expliquer par des causes physiques.
Elle a bénéficié au XVIIIe siècle de la vogue des automates animaux et des automates anthropomorphes, comme l'automate de Vaucanson.
Le mécanisme des processus vitaux a été théorisé par le médecin libertin Julien Offray de La Mettrie (1709-1751) dans son ouvrage L'Homme Machine (1747). Il étend à l’homme le principe de l’animal-machine de Descartes et rejette par là toute forme de dualisme animal-homme au profit du monisme. Ce déterminisme mécaniste l’amène à rejeter toute idée de Dieu, même celui des déistes, avec lequel il refuse de confondre la nature.
La médecine mécaniste s'oppose au vitalisme et à la médecine vitaliste, représentée en France par l'École de Montpellier. En effet, selon le vitalisme, les phénomènes vitaux ne peuvent être réduits à un ensemble de phénomènes physiques, définissant une spécificité du vivant.

## Caractéristiques
Les deux principales caractéristiques de cette mutation, au sens de Bachelard, sont une destruction de l'idée de Cosmos (hiérarchisé en sphères, de la basse Terre aux Hautes Sphères Célestes confinant au divin), et une infinitisation du monde.
Somme toute, c'est la vision du monde, de sa structure et de sa place dans l'Univers, qui changent assez brusquement. Comme tout bouleversement important, la révolution mécaniste a son histoire, laquelle mêle science, philosophie et théologie, opérant une transition entre la Renaissance et les Lumières.
Ce changement conduisit au discrédit de l'école scolastique, abondamment décriée par Descartes, et à une critique radicale de la philosophie d'Aristote sur laquelle reposait, en partie, la scolastique.

## Postérité
Albert Einstein a lu les grandes œuvres de Ernst Mach, qui eut une influence philosophique dans sa jeunesse, amenant le physicien à réfuter la conception mécaniste qui est à la base de l'acceptation de la mécanique classique.
Le philosophe américain Colin Murray Turbayne a soutenu que la « philosophie mécaniste » est un exemple parfait d’une métaphore qui a été inconsciemment réinterprétée comme une vérité littérale,.
Plus récemment, en 2005, le sociologue italien Franco Ferrarotti remet en cause le rationalisme mécaniste, dont Descartes est l'une des sources.